# 솔이끼
솔이끼(Polytrichum commune, common haircap, great golden maidenhair, great goldilocks, common haircap moss, or common hair moss)는 솔이끼과에 속하는 이끼이다.
그늘지고 습한 산지나 늪, 또는 햇빛이 드는 점토질 토양에서 잘 자라는 이끼로서 높이는 3-10cm이며 곧게 선 줄기를 가진다. 잎은 바소꼴이며 길이는 4-9㎜이다. 마르면 완만하게 줄기에 접착하여 전체 형태는 가늘고 길게 보인다. 잎가장자리는 안쪽으로 겹쳐 포갠 것처럼 되며 표면에 있는 얇은 판을 덮은 것같이 된다. 가운데맥은 잎의 앞끝에서 약간 돌출한 까락처럼 된다. 삭의 자루 길이는 2-8cm이고 삭은 사각기둥 모양이며 어릴 때는 털이 많은 모(帽)로 싸여 있다. 솔이끼라 할 경우에는 솔이끼과의 식물을 총칭하여 사용하는 것이 일반적이다. 알려진 솔이끼과는 6속 약 30종인데 어느 것이나 넓게 나온 잎을 가지며 줄기에는 잘 발달된 중심속이 있다. 삭은 원통 모양, 공 모양, 각기둥 모양이 있으며 모에는 털이 빽빽이 나 있는 경우가 많다. 모두 암수한그루로 수그루에서는 줄기 앞끝 부분이 짧으며 폭넓고, 포엽이라 부르는 것으로 변화하여 다수의 장정기를 에워싼다.솔이끼에는 암그루,수그루가 있다.